# 海上家园
海上家园是一个在海上创建永久住宅的概念，它将远离现有任何国家的领土。至少有两个人独立的开始使用这个概念，分别是肯·诺伊迈耶在他的书《Sailing on the Farm》（1981年）和韦恩·格拉姆利克在他的文章《Seasteading – Homesteading on the High Seas》（1998年）。 
大部分的海上家园提议是将现有的船只改装。其它的提议包括将海上钻油平台、退役的防空平台和订制的漂浮岛予以改装。 还没有人成功的在公海上创建一个得到广泛承认的独立国家，离这个目标最接近的也许是西兰公国，它是一个有争议的微型国家，最初是一个靠近英格兰萨福克的废弃炮台。

## 法律问题
除了挂了国旗的船只外，专属经济区以外的公海地区不受任何国家的法律管辖。

## 海洋家园研究所

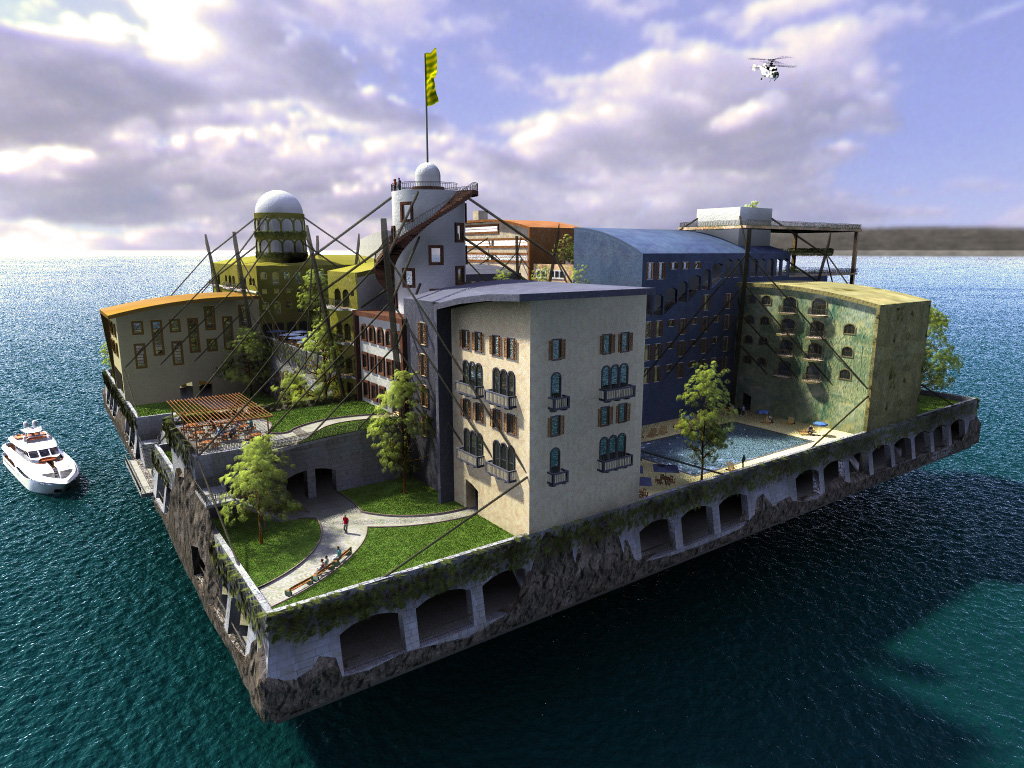
András Gyõrfi的"游泳的城市"

海洋家园研究所（TSI）是由韦恩·格拉姆利克和帕特里·弗里德曼在2008年4月15日创建的，这是一个致力于在公海上促进形成独立可移动社区平台的组织。
它的计划得到PayPal创始人彼得·蒂尔的注意，并得到了其50万美元的投资。
在第一届海上家园年会上弗里德曼这么说："当海上家园成为一种可行的选择后，从一个政府更换到另一个政府你只需要航行过去就行了，甚至都不需要离开你的房子。" 

## 设计

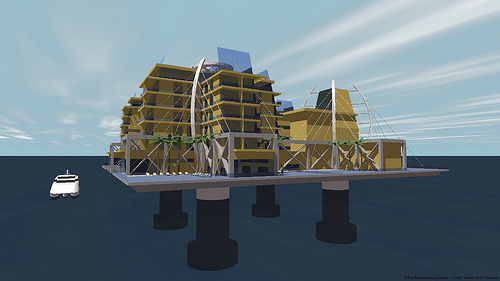
海洋家园研究所的"ClubStead"

海洋家园研究所正在设计一个新的海上浮动社区平台，类似于海上钻油平台。 这个计划开始会很小，然后尽可能的运用改进后的技术来逐步加大，并找到一个可行的、可持续发展的方法来建造一个海上家园。 可以向邮轮制造行业学习一些经验。

## 会议
海洋家园研究所于2008年10月10日在加利福尼亚州的蒲安臣召开了第一次年会，来自9个国家的45个人参加了年会。
第二届海上家园年会于2009年9月28到30日在加利福尼亚州的旧金山召开。